# Gingerdocka
Gingerdocka är en leksak som introducerades 1954 i USA och som kom till Sverige strax efter 1950-talets mitt.
Gingerdockan ser ut som en kombination av ett barn och en liten dam, en slags modedocka. Det fanns en mängd olika uppsättningar kläder, stilar och accessoarer avsedda för denna docka. 
Gingerdockan tillverkades i USA av Cosmopolitan Doll & Toy Corporation. Dockan är 20 centimeter lång och tillverkades av pressad hårdplast. Den har rörliga ben och armar, blundögon av plast och långt hår av nylon. En fungerande gåmekanism fanns där benen rörde sig om man rörde på huvudet.
Gingerdockans garderob var både präktig och elegant, med stadiga underkläder och strumpor som kombinerades med tjusiga hattar, kappor med pälskrage och olika accessoarer som handväskor, hattar, muffar, regnkappor, peruker, glasögon, tropikhjälm, skor, skridskor, böcker, bagage, galgar med mera. Ögonfärgen var oftast blå men kom också i grönt, brunt och lavendel.
Dockan levererades med en peruk, som först var pålimmad men senare sydd, samt underbyxor, strumpor och skor, medan klädseln såldes separat. 
Det fanns en rad olika kläduppsättningar, däribland sjuksköterskedräkt, Davy Crockett-klädsel, Disney-dräkter, Girl Scout, älva, ballerina, skridskoprinsessa, brud och brudtärna, prinsessa, rymddräkt, badkläder och brandmansklädsel. Den dyraste förpackningen innehöll en docka och fyra dräkter. Docka, kläder och möbler gick alla att köpa separat. 
I Sverige hade varuhuset NK i Stockholm ensamrätt på försäljningen. År 1963 lanserades Barbie i Sverige och Gingers svenska saga var över. I USA hade Barbie lanserats våren 1959 på en leksaksmässa och Cosmopolitan Doll & Toy Corporation lades ner i mitten på 1960.